# Papieska elekcja 1254
Papieska elekcja 11-12 grudnia 1254 – odbyła się po śmierci Innocentego IV i zakończyła wyborem Aleksandra IV na jego następcę.

## Śmierć Innocentego IV
Innocenty IV zmarł 7 grudnia 1254 roku w Neapolu, który stał się jego stolicą kilka tygodni wcześniej, po tym, jak wykorzystując walki o schedę po cesarzu Fryderyku II bezpośrednio przyłączył Królestwo Sycylii do Państwa Kościelnego. Jednak Manfred Hohenstauf, nieślubny syn Fryderyka II, nie rezygnował ze swych roszczeń i na początku grudnia 1254 pokonał pod Foggią wojska papieskie dowodzone przez kardynała legata Guglielmo Fieschi, bratanka papieża.

## Lista uczestników
Święte Kolegium na początku grudnia 1254 liczyło 12 kardynałów, jednak kardynał Stefano Conti zmarł dzień po śmierci Innocentego IV. Spośród pozostałych jedenastu dziewięciu wzięło udział w elekcji:
- Rinaldo Conti di Jenne (nominacja kardynalska: 18 września 1227) – kardynał biskup Ostia e Velletri; prymas Świętego Kolegium Kardynałów
- István Báncsa (23 grudnia 1251) – kardynał biskup Palestriny
- Jan z Toledo OCist (28 maja 1244) – kardynał prezbiter S. Lorenzo in Lucina; protoprezbiter Świętego Kolegium Kardynałów
- Hughes de Saint-Cher OP (28 maja 1244) – kardynał prezbiter S. Sabina; penitencjariusz większy
- Riccardo Annibaldi (29 maja 1238) – kardynał diakon S. Angelo in Pescheria; protodiakon Świętego Kolegium Kardynałów
- Ottaviano Ubaldini (28 maja 1244) – kardynał diakon S. Maria in Via Lata
- Giovanni Gaetano Orsini (28 maja 1244) – kardynał diakon S. Nicola in Carcere Tulliano
- Guglielmo Fieschi (28 maja 1244) – kardynał diakon S. Eustachio
- Ottobono Fieschi (23 grudnia 1251) – kardynał diakon S. Adriano

Wśród elektorów było pięciu Włochów, Węgier, Anglik, Hiszpan i Francuz. Dwóch z nich mianował Grzegorz IX, a pozostałych siedmiu Innocenty IV.

### Nieobecni
Dwóch kardynałów (Francuz i Włoch) z nominacji Innocentego IV:
- Odon de Châteauroux (28 maja 1244) – kardynał biskup Tusculum; legat papieski w Outremer
- Pietro Capocci (28 maja 1244) – kardynał diakon S. Giorgio in Velabro; legat papieski w Niemczech

## Przebieg elekcji
Niezwłocznie po śmierci Innocentego IV kardynałowie wysłali gońca do jego bratanka kardynała Guglielmo Fieschiego z wezwaniem do pilnego powrotu do Neapolu. Kardynałowie obecni w Neapolu chcieli jak najszybciej powrócić do Rzymu i dopiero tam przystąpić do wyboru następcy Innocentego IV. Burmistrz Neapolu Bertolino Tavernerio di Parma nakazał jednak zamknięcie bram miasta i zmusił kardynałów do przeprowadzenia elekcji na miejscu.
Kardynał Guglielmo Fieschi przybył do Neapolu 11 grudnia i po odprawieniu modlitw nad grobem wuja dołączył do pozostałych kardynałów. Elektorzy zostali zamknięci w przymusowej klauzurze  w pałacu Piera della Vigna i tego samego dnia wieczorem rozpoczęli procedurę wyboru nowego papieża. 
12 grudnia, a więc już drugiego dnia obrad, około godziny 9 rano, jednomyślny wybór padł na kardynała biskupa Ostia e Velletri Rinaldo Contiego, krewnego Grzegorza IX, który jednak uchodził za bardziej ugodowo nastawionego od swoich poprzedników. Elekt przybrał imię Aleksander IV. 
Według kronikarza Salimbene wybór Aleksandra IV miał nastąpić w procedurze compromissum, tj. nie przez całe Święte Kolegium, lecz wydelegowaną komisję i tę wersję przyjmuje część historyków. Jednakże przeczy temu relacja naocznego świadka Mikołaja Calviego, biografa Innocentego IV, jak również oficjalne pisma nowego papieża informujące o jego wyborze, wskazujące jednoznacznie na jednomyślny wybór przez wszystkich obecnych w Neapolu kardynałów.
20 grudnia 1254 nowy papież został koronowany w neapolitańskiej katedrze.